# Ardiansyah
H (Haji) Ardiansyah est un joueur d'échecs indonésien né le 5 décembre 1951 à Banjarmasin et mort le 28 octobre 2017.

## Biographie et carrière
Maître international en 1969, puis grand maître international depuis 1986, Ardiansyah remporta cinq fois le championnat d'Indonésie (en 1969, 1970, 1974, 1976 et 1988). Il finit sixième du mémorial Rubinstein en 1983.

## Compétitions par équipe
Ardiansyah a représenté l'Indonésie lors des onze olympiades de 1970 à 1996, marquant 76 points en 140 parties. Lors de l'Olympiade d'échecs de 1982, il réalisa son meilleur résultat, marquant 7 points sur 10 avec une septième place au premier échiquier et une performance Elo de 2 619 points et battant Wolfgang Unzicker lors du match contre l'Allemagne. Lors de l'Olympiade d'échecs de 1986, il battit le meilleur joueur indien Viswanathan Anand et le premier Yougoslave Ljubomir Ljubojević.
Il participa à quatre championnats d'Asie par équipes, remportant la médaille d'or individuelle au deuxième échiquier en 1977, et remportant deux médailles d'argent par équipe et deux médailles de bronze par équipe.